# 페트라 스팔코바

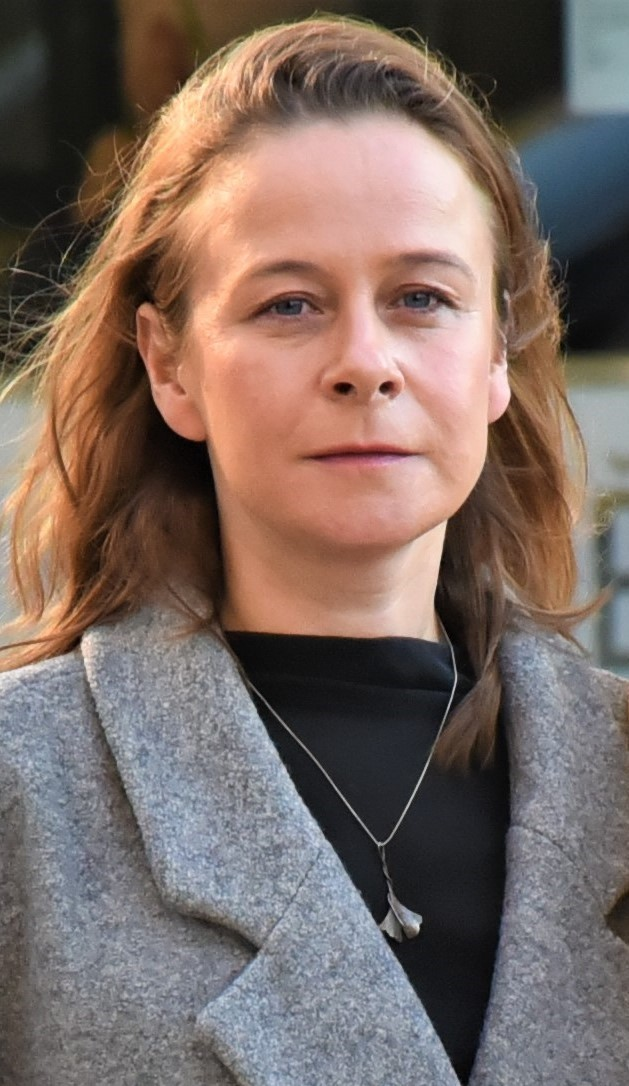

페트라 스팔코바(Petra Špalková, 1975년 2월 21일 ~ )는 체코의 배우이다.
브르노에서 태어났다.

## 영화
- 숏컷(체코어판) (2018년)
- 베어풋 (2017년)
- 더 굿 플럼버 (2016년)
- 바클라브 (2007년)
- 마르타 (2006년)
- 태양의 도시 (2005년)
- 브랫츠 (2002년)
- 콜리야 (1996년)